# Izabella Łaba
Isabelle Łaba (né en 1966) est une mathématicienne canadienne, professeure de mathématiques à l'Université de la Colombie-Britannique. Ses principales spécialités de recherche sont l'analyse harmonique, la théorie géométrique de la mesure et la combinatoire additive (en).

## Carrière professionnelle
Łaba obtient un master en 1986 de l'université de Wrocław. Elle soutient son doctorat à l'Université de Toronto en 1994, sous la direction d'Israel Michael Sigal, après avoir occupé des postes de professeur adjoint à l'université de Californie à Los Angeles et l'université de Princeton avant de passer à l'UBC, en 2000.
Elle est l'une des trois rédacteurs fondateurs de la Online Journal of Analytic Combinatorics (revue en ligne d'analyse combinatoire).

## Contributions
La thèse de Łaba démontre l'exhaustivité asymptotique de beaucoup de systèmes à n corps en présence d'un champ magnétique constant. Pendant qu'elle est à l'UCLA, avec Nets Katz et Terence Tao, elle apporte d'importantes contributions à la théorie des ensembles de Kakeya, donnant les meilleurs minorants connus pour la mesure de ces ensembles dans un espace euclidien de dimension trois. Ses travaux plus récents portent sur l'analyse harmonique, les pavages périodiques, et la conjecture de Falconer (en) sur les ensembles de distances de points.

## Prix et distinctions
Łaba est, en 2004, lauréate du Prix Coxeter-James, un prix annuel de la Société mathématique du Canada pour les jeunes mathématiciens. En 2008, la SMC l'honore de nouveau en lui décernant le Prix Krieger-Nelson, donné à une femme exceptionnelle dans les mathématiques. En 2016, elle est lauréate de la Conférence Falconer et donne un exposé intitulé Harmonic Analysis and Additive Combinatorics on Fractals.
En 2012, elle est élue fellow de l'American Mathematical Society.